# Colin von Ettingshausen
Colin Rafael Douglas von Ettingshausen (Düsseldorf, 11 de agosto de 1971) es un deportista alemán que compitió en remo.
Participó en dos Juegos Olímpicos de Verano, en los años 1992 y 1996, obteniendo una medalla de plata en Barcelona 1992, en la prueba de dos sin timonel. Ganó una medalla de oro en el Campeonato Mundial de Remo de 1993, en el ocho con timonel.

## Palmarés internacional
| Juegos Olímpicos   | Juegos Olímpicos         | Juegos Olímpicos | Juegos Olímpicos |
| Año                | Lugar                    | Medalla          | Prueba           |
| ------------------ | ------------------------ | ---------------- | ---------------- |
| 1992               | Barcelona (España)       | Medalla de plata | Dos sin timonel  |
| Campeonato Mundial |                          |                  |                  |
| Año                | Lugar                    | Medalla          | Prueba           |
| 1993               | Račice (República Checa) | Medalla de oro   | Ocho con timonel |